# Serhij Svjatčenko
Serhij Svjatčenko (in ucraino Сергій Святченко?, traslitterazione anglosassone Sergei Sviatchenko; Kharkov, 7 ottobre 1952) è un artista e pittore ucraino che abita in Danimarca dal 1990.

## Biografia
Sviatchenko ha conseguito un diploma d'architetto e d'artista all'Accademia d'arte e architettura di Kharkov nel 1975. Nel 1986 ottiene il dottorato alla Scuola d'architettura di Kiev.
È il padre del calciatore danese Erik Sviatchenko.

## Stile
Lo stile di Sviatchenko è una forma d'espressionismo astratto. Sviatchenko cambia il motivo più volte allo scopo di evocare alcune sensazioni nello spettatore. La profondità delle sue pitture di paesaggi è spesso più importante del motivo stesso. Il mezzo preferito di Sviatchenko è la pittura acrilica, ma ha anche fatto arte di installazione, video, fotografia e collage. Il collage è ciò che lo ha reso famoso in Ucraina. L'arte astratta, come è noto, non era accettata nell'Unione Sovietica. 

## Ispirazione
L'arte di Sviatchenko è influenzata dal surrealismo e dall'architettura. Michelangelo e Le Corbusier, che hanno collegato l'arte con l'architettura, sono modelli per Sviatchenko. Il padre di Sergeï Sviatchenko, Ievgueni Sviatchenko, che era professore universitario di architettura ed artista lui stesso, fu suo ispiratore. Mostrò a Sergeï l'arte russa di prima della Rivoluzione d'ottobre, dove il colore bianco era particolarmente usato per la luce e lo spazio nella pittura.  

## Letteratura
- Sviatchenko, Sergei. Sergei Sviatchenko, Borgens Forlag, 2002
- Sviatchenko, Sergei. Sergei Sviatchenko: Paintings & Others 1991-2006, Hovedland, 2006